# Polydora plena
Polydora plena är en ringmaskart som beskrevs av Miles Joseph Berkeley 1936. Polydora plena ingår i släktet Polydora och familjen Spionidae. Inga underarter finns listade i Catalogue of Life.